# Gens Antístia

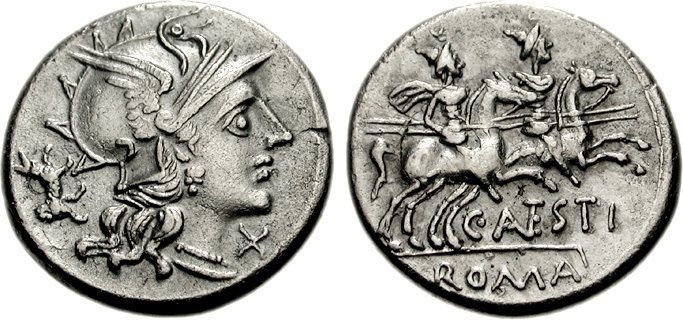
Denari de Gaius Antistius, 146 aC.

La gens Antístia (llatí: gens Antistia) va ser una gens plebea de l'antiga Roma que apareix a medalles i inscripcions de vegades sota el nom d'Antestia. Inicialment no tenien cap malnom, però sota la República van agafar els de Labeo, Reginus i Vetus. Cap membre de la família va destacar especialment a la història.
Els membres principals van ser:
- Sext Antisti (Sextus Antistius), tribú del poble el 422 aC [2]
- Luci Antisti (Lucius Antistius), tribú amb poder consolar el 379 aC [3]
- Marc Antisti (Marcus Antistius), tribú del poble vers el 320 aC [4]
- Marc Antisti (Marcus Antistius), enviat el 218 aC al nord d'Itàlia per cridar a Gai Flamini, cònsol electe, a Roma [5]
- Sext Antisti (Sextus Antistius), enviat el 208 aC a la Gàl·lia per observar els moviments d'Asdrubal [6]
- Publi Antisti, tribú del poble el 88 aC
- Tit Antisti, qüestor a Macedònia en temps de Pompeu Magne